# Coproica mitchelli
Coproica mitchelli är en tvåvingeart som först beskrevs av Malloch 1913.  Coproica mitchelli ingår i släktet Coproica och familjen hoppflugor. Inga underarter finns listade i Catalogue of Life.